# 拜拉克·拉斯洛
拜拉克·拉斯洛（匈牙利語：Bellák László，1911年2月12日—2006年9月20日），出生于布达佩斯，匈牙利/美国乒乓球运动员。他曾获得多枚世界乒乓球锦标赛奖牌，第二次世界大战初期，他移民至美国，并加入了该国的军队。